# Dadawa
Dadawa cuyo nombre verdadero es 朱哲琴 Zhū Zhéqín es una cantante, compositora y productora china, conocida por su gran vocalización. Ella nació en Guangzhou, China. Dadawa también es conocida como "China Enya" por los fanes. Muchos fanes también la describen como Ry Cooder de China, cuenta que incursió en el mundo de la música ecléctica incluyendo una grabación y una gira junto a The Chieftains de Irlanda. Ella colaboró junto al productor y compositor He Xuntian de todos sus discos. Además fue su profesor de música de Shanghái. En 1994, He Xuntian y Dadawa viajaron al Tíbet para investigar la cultura tibetana sobre sus costumbres y creencias. El resultado, la hermana del tambor (1995), fue un éxito internacional. Dadawa participó en el álbum de The Sky que fue lanzado en 1997. Dadawa, fue una de las artistas más destacadas en el mundo contemporáneo para dar a conocer su música en el resto del mundo, por lo que ha recibido el premio MTV de Asia por su contribución a la música asiática.
En los últimos años, Dadawa ha desarrollado una reputación como viajera y aventurera, visitando muchos países y sumergiéndose en una variedad de culturas de todo el mundo. También ha trabajado en el periodismo de televisión, en particular, su celebración de un documental de la televisión china importante, "En África", que se introdujo en ese continente a cientos de millones de espectadores.

## Discografía
- Yellow Children (黄孩子) (1992)
- Sister Drum (阿姐鼓) (1995)
- Voices From The Sky (央金玛) (1997)
- Paramita (波罗密多) (2002)
- Seven Days (七日谈) (2006)
- Main Title Theme (一首歌) (2007)Main Title Theme of Taiwan's anime “MAZU”
- Moonrise (2013)